# 巴拉隆加
巴拉隆加是巴西米纳斯吉拉斯州的一个市镇。总面积386.101平方公里，总人口6965人，人口密度18人/平方公里。